# Aluminiumfosfide
Aluminiumfosfide is het reactieproduct van aluminium en fosfor. Het is een donkergrijze of donkergele, kristallijne vaste stof. De kristalstructuur is kubisch en alle atomen erin hebben een tetraëdercoördinatie, zoals in zinkblende.
Aluminiumfosfide is hygroscopisch; het ontleedt bij contact met zuur of met water (ook met luchtvochtigheid of met zweet), en vormt daarbij het zeer ontvlambare en toxische gas fosfine (PH3):
{\displaystyle {\ce {AlP + 3H2O -> Al(OH)3 + PH3}}}

## Toepassingen
Aluminiumfosfide wordt gebruikt als insecticide en rodenticide, in de vorm van gebruiksklare korrels of tabletten. Die kunnen gemengd worden in lokvoedsel voor knaagdieren. Na inname geven ze bij contact met maagzuren het giftige fosfine af. De korrels worden ook gebruikt om opslagruimten van granen, of gangen van mollen of woelratten te gassen met fosfine. De korrels bevatten naast aluminiumfosfide ook stoffen die ammoniak vrijmaken, wat het gevaar van spontane ontbranding of explosie van het gasvormige fosfine vermindert. Puur fosfine is reukloos, maar technisch fosfine heeft een zeer penetrante knoflook of rottevislucht. Deze geur hangt samen met de aanwezigheid van gesubstitueerde fosfines of difosfine (P2H4).
Magnesiumfosfide en calciumfosfide zijn vergelijkbare stoffen.
Daarnaast is aluminiumfosfide een halfgeleider, die gewoonlijk in een legering met een andere verbinding gebruikt wordt in LEDs en diodelasers. Aluminium-galliumfosfide en aluminium-gallium-indiumfosfide zijn voorbeelden van dergelijke legeringen.